# 小川町
小川町（日语：／ Ogawa machi */?）是日本埼玉縣中部的町，隸屬於比企郡。當地有「武藏小京都」的別稱。

## 交通

### 鐵路
東日本旅客鐵道
- 八高線：小川町站 - 竹澤站

東武鐵道
- 東上本線：小川町站 - 東武竹澤站